# Abrams Books
Pour les articles homonymes, voir Abrams.
Abrams Books, autrefois Harry N. Abrams, Inc., est une maison d'édition américaine fondée en 1949, filale du groupe La Martinière depuis 1997. Elle publie également les labels suivants : Stewart, Tabori & Chang, Abrams Books for Young Readers, Amulet Books et Abrams Image.